# Heinkel P.1079
L'Heinkel He P.1079 è stato un progetto tedesco di aereo a reazione che si caratterizzava per la presenza di impennaggi di coda a V, fu progettato nelle fasi finali della seconda guerra mondiale. Il velivolo rimase allo stadio di progetto per la fine delle ostilità.

## Storia
Uno gli ultimi progetti Heinkel prodotti dal capo dei progettisti l'ing. Siegfried Gunter e dai suoi colleghi ing. Hohbach e ing. Eichner, nel 1945 prima della fine delle ostilità, fu lo zerstörer P 1079 caccia notturno. Alla fine delle ostilità l'intera documentazione del progetto del velivolo fu presa in consegna dall'United States Air Forces Air Technical Intelligence Section, un'unità statunitense che aveva il compito di individuare scienziati e progetti tedeschi per acquisirne la tecnologia. Dai documenti superstiti, costituiti esclusivamente da misure e i calcoli, l'11 agosto 1945 l'ing. Siegfried Gunter poté completare nel centro americano di internamento di Landsberg am Lech il progetto iniziato in Germania.
Il P 1079 consisteva in un caccia notturno Zerstorer a due posti spinto da due turboreattori Hes 011 che gli avrebbero permesso di raggiungere una velocità stimata di oltre 980 km/h (609 mph); ciò anche per l'aerodinamicità avanzata del velivolo che per la prima volta prevedeva una coda ad ali di farfalla o a V. La misurazione dei risultati raggiunti permise di stabilire la possibilità di raggiungere numeri di Mach superiori a uno.
Per offrire la minore resistenza aerodinamica possibile, i turboreattori erano previsti in parallelo nella fusoliera ed erano alimentati da un flusso di aria ottenuto da prese d'aria poste sui bordi di attacco delle ali alla carlinga, inclinate di 40°.
La fusoliera ospitava i due membri dell'equipaggio seduti di spalla in tandem, nel muso era contenuto un radar FuG 244 con antenna parabolica.
I serbatoi carburante previsti erano tre, di tipo protetto, posti in serie nella fusoliera, disposti tra i due motori. Inoltre due serbatoi supplementari erano posti nelle ali all'esterno della prese d'aria. Il carrello di atterraggio era del tipo triciclo anteriore, con un carrello anteriore retrattile con un movimento rotatorio lungo il suo asse.
Il velivolo era armato con due cannoncini aeronautici MG 151/20 calibro 20 mm integrati nella fusoliera e quattro MK 108 calibro 30 mm.

## Varianti
P.1079AFu i primo progetto con ali a freccia e coda a V con apertura di 35 gradi. Aveva 13 m di apertura alare e 14,25 m di lunghezza con un'altezza di 4,6 m. Prototipo di caccia notturno (Zerstorer) alimentato da due turbojet tandem Heinkel HES 011 posti nelle radici alari. L'armamento prevedeva quattro cannoni MK 108 30 mm.
P.1079BIl secondo progetto anticipava la forma della forma dell'ala volante, avendo solamente un piano di coda verticale e ali di gabbiano con una freccia di 45 gradi. Aveva un'apertura alare di 13,13 m e 9,48 m di lunghezza, questo era il progetto di un caccia pesante ogni tempo. Prevedeva gli stessi motori ed armamento del P.1079A con una velocità massima di 1 015 chilometri all'ora (630 mph).
P.1079B-II (Entwurf II): Questo era il progetto definitivo del P.1079 che risultava essere una revisione del progetto del P.1079B. Era un biposto in versione senza timone di coda e con le ali con una freccia pronunciata, che contenevano i serbatoi di carburante.